# Beutal
Beutal est une commune française située dans le département du Doubs, la région culturelle et historique de Franche-Comté et la région administrative Bourgogne-Franche-Comté.
Ses habitants sont appelés les Gravalons.

## Géographie
Bustal en 1196 ; Buschtal en 1206 ; Bustaul en 1385 ; Bustalt en 1410 ; Beustal ou Beustaul en 1547 ; Beuthal en 1723.

### Climat
Pour des articles plus généraux, voir Climat de la Bourgogne-Franche-Comté et Climat du Doubs.
En 2010, le climat de la commune est de type climat de montagne, selon une étude du Centre national de la recherche scientifique s'appuyant sur une série de données couvrant la période 1971-2000. En 2020, Météo-France publie une typologie des climats de la France métropolitaine dans laquelle la commune est exposée à un climat semi-continental et est dans la région climatique  Jura, caractérisée par une forte pluviométrie en toutes saisons (1 000 à 1 500 mm/an), des hivers rigoureux et un ensoleillement médiocre. 
Pour la période 1971-2000, la température annuelle moyenne est de 9,8 °C, avec une amplitude thermique annuelle de 17,5 °C. Le cumul annuel moyen de précipitations est de 1 294 mm, avec 13,5 jours de précipitations en janvier et 10,7 jours en juillet. Pour la période 1991-2020, la température moyenne annuelle observée sur la station météorologique de Météo-France la plus proche, « Medière », sur la commune de Médière à 3 km à vol d'oiseau, est de 11,5 °C et le cumul annuel moyen de précipitations est de 1 105,2 mm. 
La température maximale relevée sur cette station est de 40,2 °C, atteinte le 24 juillet 2019 ; la température minimale est de −17 °C, atteinte le 5 février 2012,,. 
Les paramètres climatiques de la commune ont été estimés pour le milieu du siècle (2041-2070) selon différents scénarios d'émission de gaz à effet de serre à partir des nouvelles projections climatiques de référence DRIAS-2020. Ils sont consultables sur un site dédié publié par Météo-France en novembre 2022.

## Urbanisme

### Typologie
Au 1er janvier 2024, Beutal est catégorisée commune rurale à habitat dispersé, selon la nouvelle grille communale de densité à 7 niveaux définie par l'Insee en 2022.
Elle est située hors unité urbaine. Par ailleurs la commune fait partie de l'aire d'attraction de Montbéliard, dont elle est une commune de la couronne,. Cette aire, qui regroupe 137 communes, est catégorisée dans les aires de 50 000 à moins de 200 000 habitants,.

### Occupation des sols
L'occupation des sols de la commune, telle qu'elle ressort de la base de données européenne d’occupation biophysique des sols Corine Land Cover (CLC), est marquée par l'importance des forêts et milieux semi-naturels (54 % en 2018), une proportion identique à celle de 1990 (54 %). La répartition détaillée en 2018 est la suivante : 
forêts (54 %), zones agricoles hétérogènes (41,6 %), zones urbanisées (4,3 %), terres arables (0,1 %). L'évolution de l’occupation des sols de la commune et de ses infrastructures peut être observée sur les différentes représentations cartographiques du territoire : la carte de Cassini (XVIIIe siècle), la carte d'état-major (1820-1866) et les cartes ou photos aériennes de l'IGN pour la période actuelle (1950 à aujourd'hui).

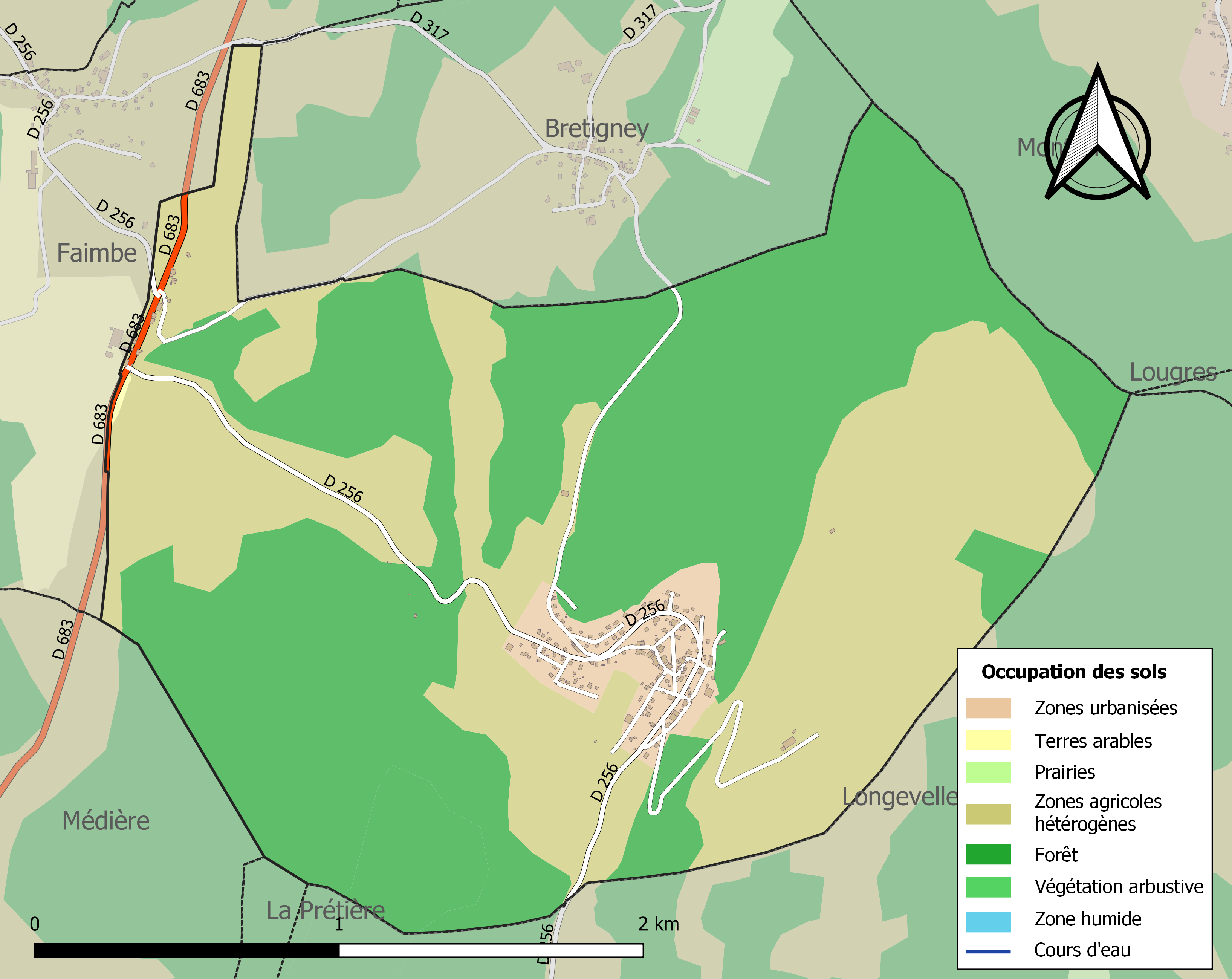
Carte des infrastructures et de l'occupation des sols de la commune en 2018 (CLC).

## Histoire
La première mention du village date de 1196.
Son nom figure dans une bulle du pape Célestin III, qui confirme les biens et les possessions de l'église collégiale de Saint-Mainboeuf, à Montbéliard.
D'autres seigneurs laïcs ou ecclésiastiques se partagent le territoire, parmi lesquels figure l'hôpital de Valentigney, une famille noble et le comte de Montbéliard.
En 1285, une partie du village est intégrée à la seigneurie du Châtelot,dans la mouvance des sires de Neuchâtel.
L'autre partie demeure propriété des Montbéliard.
Le village est par conséquent mi-parti.
En 1561, lorsque le comte de Montbéliard conquiert la seigneurie du Châtelot, les deux entités, bien que dépendantes du même seigneur, demeurent cependant distinctes.
La Réforme est introduite à Beutal en 1565.
Le village subit des ravages du passage des Guise et de la guerre de Trente Ans, ainsi que la peste et la famine.
À la suite des conquêtes de Louis XIV, la seigneurie du Châtelot devient française en 1676.
L'autre partie du territoire est annexé à la France en 1793, en même temps que le comté de Montbéliard.
La commune change trois fois de canton, cinq fois de département avant d'être intégrée dans le Doubs en 1816.
Voir famille de Beutal

## Politique et administration

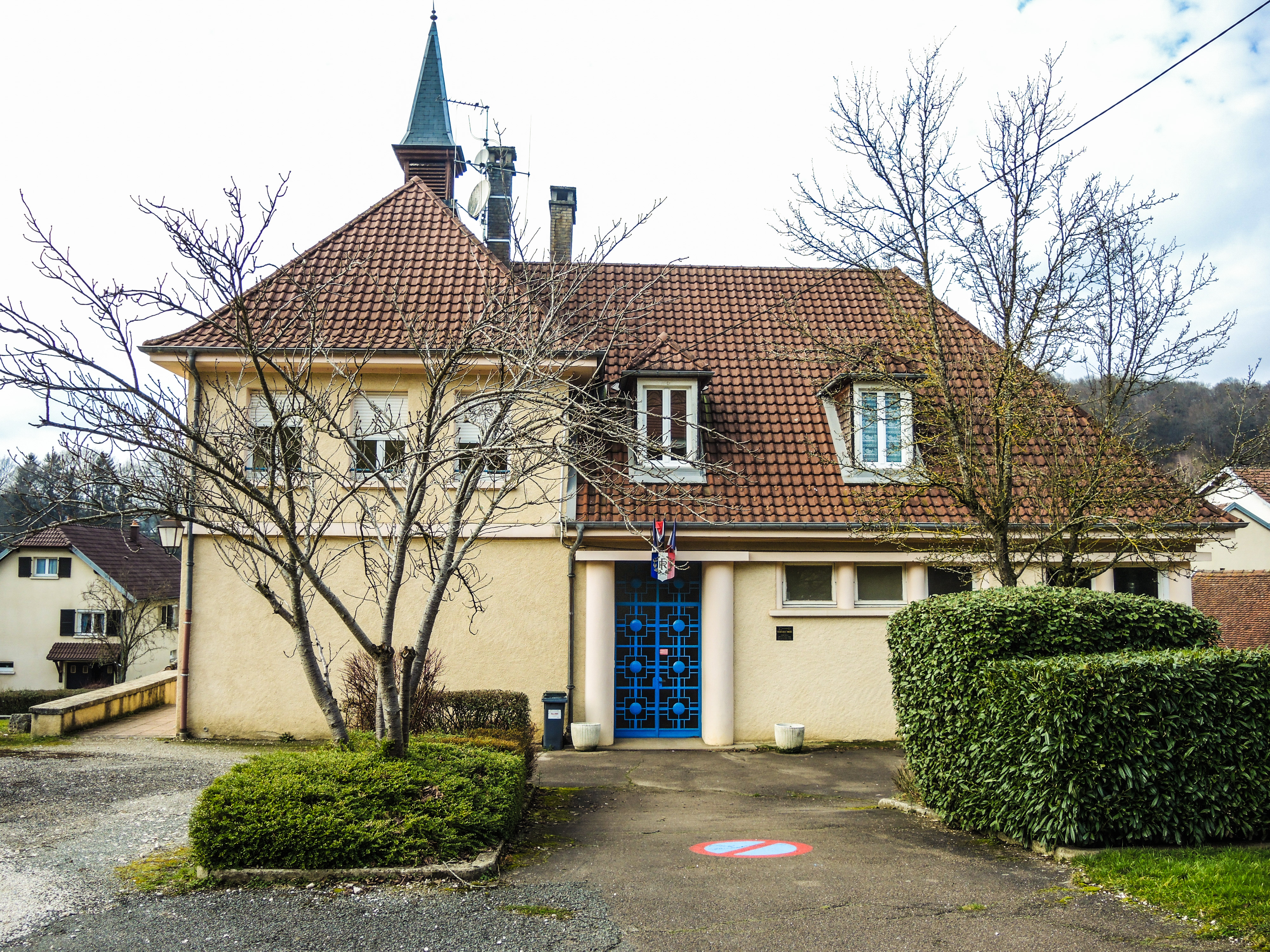
La mairie.

| Période                                  | Période                     | Identité                                       | Étiquette | Qualité  |
| ---------------------------------------- | --------------------------- | ---------------------------------------------- | --------- | -------- |
| 1995                                     | En cours (au 1er juin 2020) | Roland Thierry, Réélu pour le mandat 2020-2026 | DVG       | Retraité |
| Les données manquantes sont à compléter. |                             |                                                |           |          |

## Démographie
L'évolution du nombre d'habitants est connue à travers les recensements de la population effectués dans la commune depuis 1793. Pour les communes de moins de 10 000 habitants, une enquête de recensement portant sur toute la population est réalisée tous les cinq ans, les populations de référence des années intermédiaires étant quant à elles estimées par interpolation ou extrapolation. Pour la commune, le premier recensement exhaustif entrant dans le cadre du nouveau dispositif a été réalisé en 2008.

En 2022, la commune comptait 269 habitants, en évolution de −5,28 % par rapport à 2016 (Doubs : +1,88 %, France hors Mayotte : +2,11 %).
| 1793 | 1800 | 1806 | 1821 | 1831 | 1836 | 1841 | 1846 | 1851 |
| ---- | ---- | ---- | ---- | ---- | ---- | ---- | ---- | ---- |
| 157  | 202  | 218  | 218  | 277  | 266  | 271  | 270  | 242  |

| 1856 | 1861 | 1866 | 1872 | 1876 | 1881 | 1886 | 1891 | 1896 |
| ---- | ---- | ---- | ---- | ---- | ---- | ---- | ---- | ---- |
| 226  | 245  | 255  | 246  | 241  | 228  | 232  | 212  | 200  |

| 1901 | 1906 | 1911 | 1921 | 1926 | 1931 | 1936 | 1946 | 1954 |
| ---- | ---- | ---- | ---- | ---- | ---- | ---- | ---- | ---- |
| 200  | 201  | 193  | 166  | 150  | 163  | 139  | 120  | 135  |

| 1962 | 1968 | 1975 | 1982 | 1990 | 1999 | 2006 | 2008 | 2013 |
| ---- | ---- | ---- | ---- | ---- | ---- | ---- | ---- | ---- |
| 147  | 162  | 163  | 216  | 215  | 199  | 249  | 263  | 284  |

| 2018 | 2022 | - | - | - | - | - | - | - |
| ---- | ---- | - | - | - | - | - | - | - |
| 270  | 269  | - | - | - | - | - | - | - |

## Culture locale et patrimoine

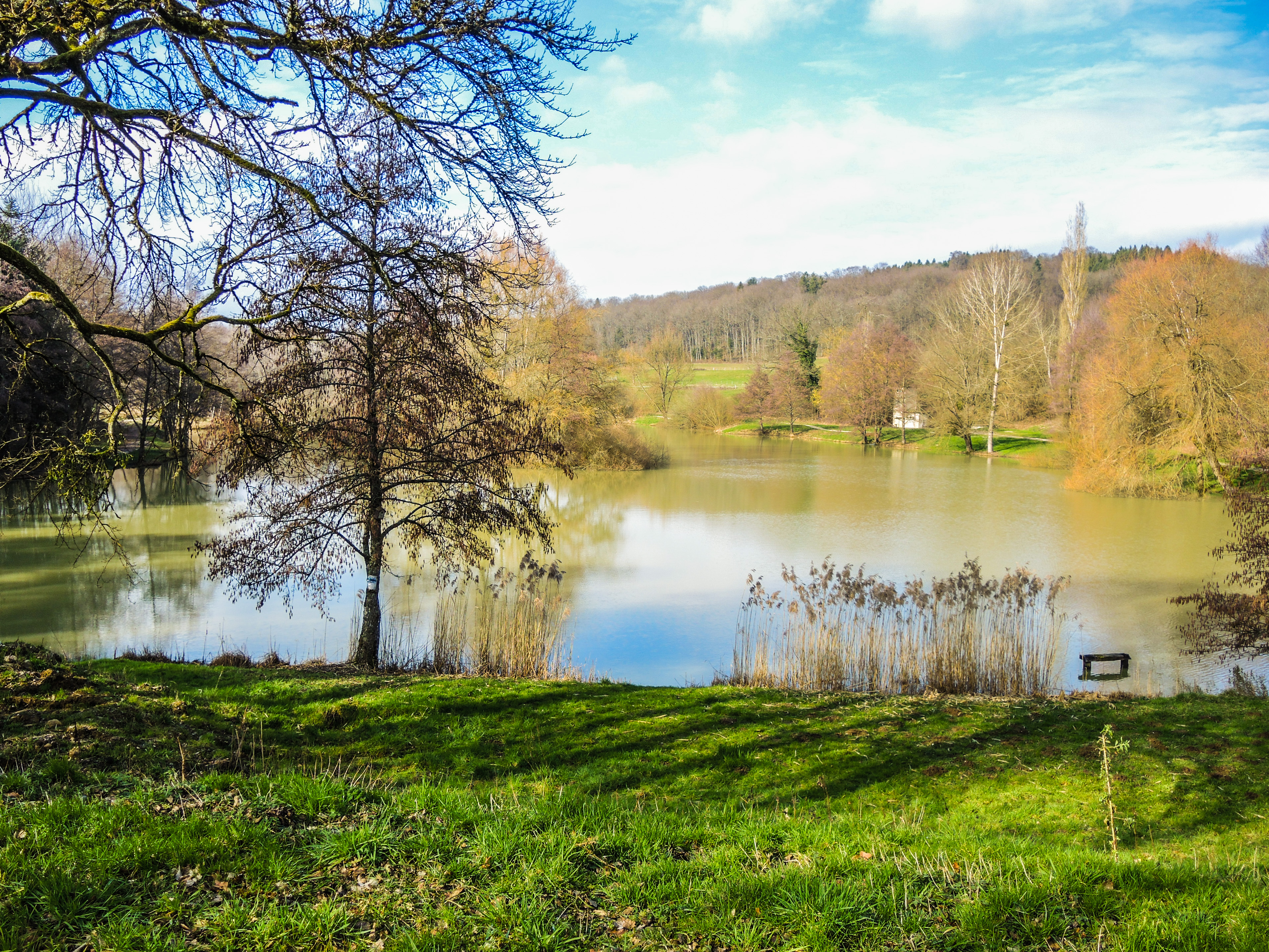
Étang de Beutal.

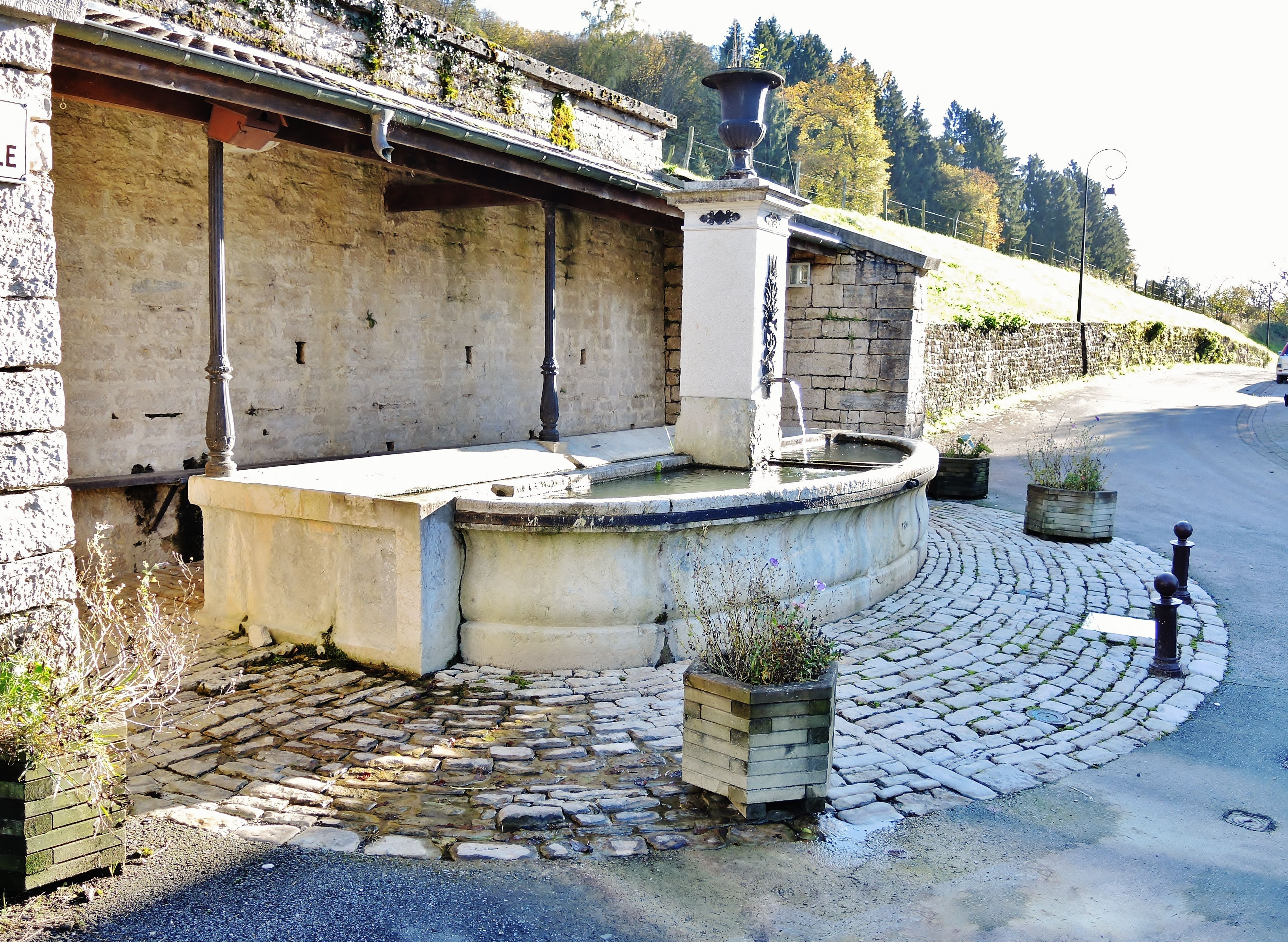
Fontaine, rue des Remparts.

### Lieux et monuments
- Temple protestant de Beutal
- Étang de Beutal

### Personnalités liées à la commune
- Thomas Devaux, coureur cycliste né en 1997 à Beutal.

### Héraldique
| Blason de Beutal | Blason  | D'or aux trois fasces de sable                   |
| Blason de Beutal | Détails | Le statut officiel du blason reste à déterminer. |